# Dakota (Illinois)
Dakota – miasto w Stanach Zjednoczonych, w stanie Illinois, w hrabstwie Stephenson.
W 2022 populacja wynosiła 758 osób.